# St. Katharina (Mecheln)

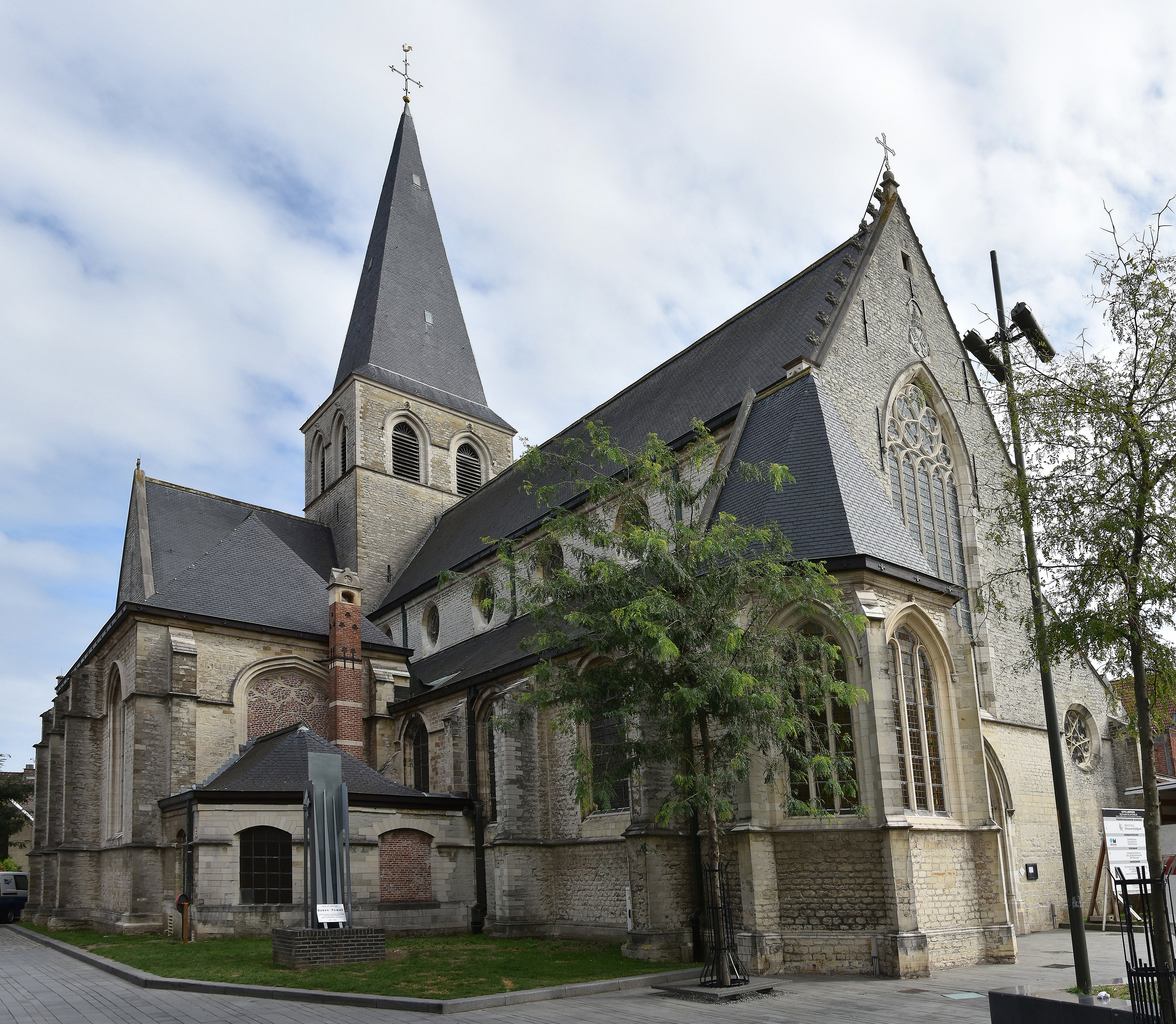
St. Katharina (Mechelen)

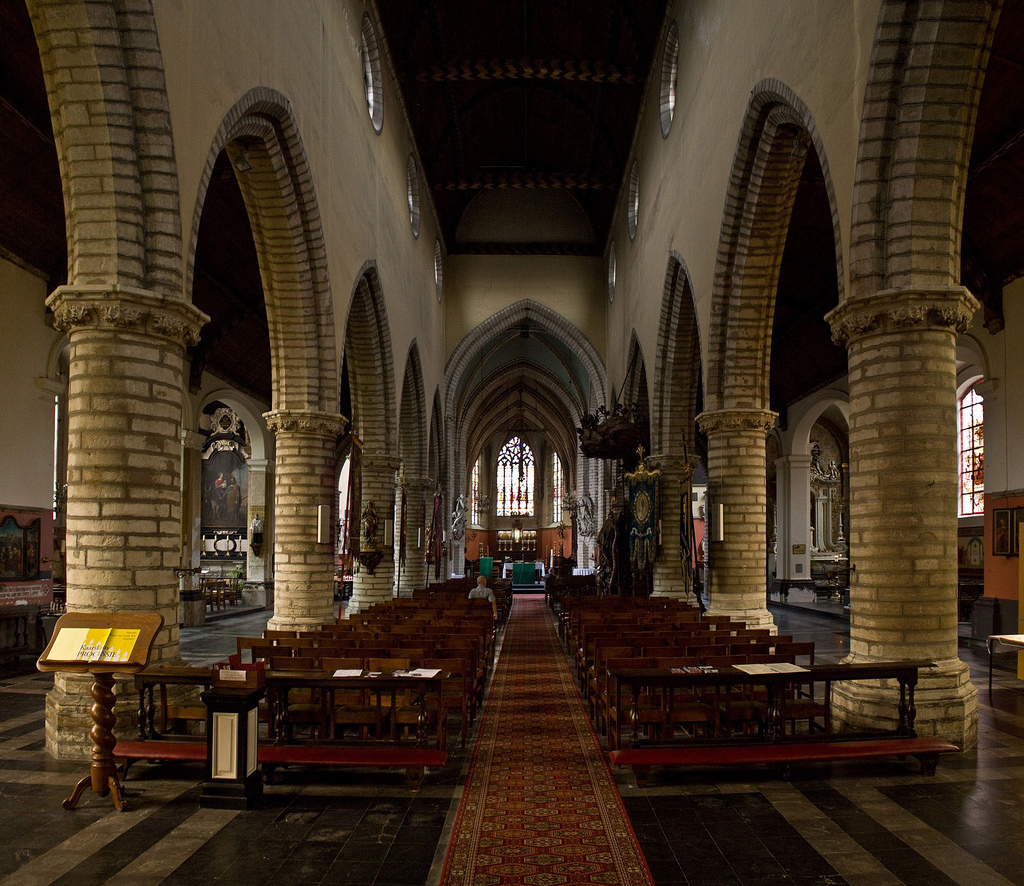
Innenansicht

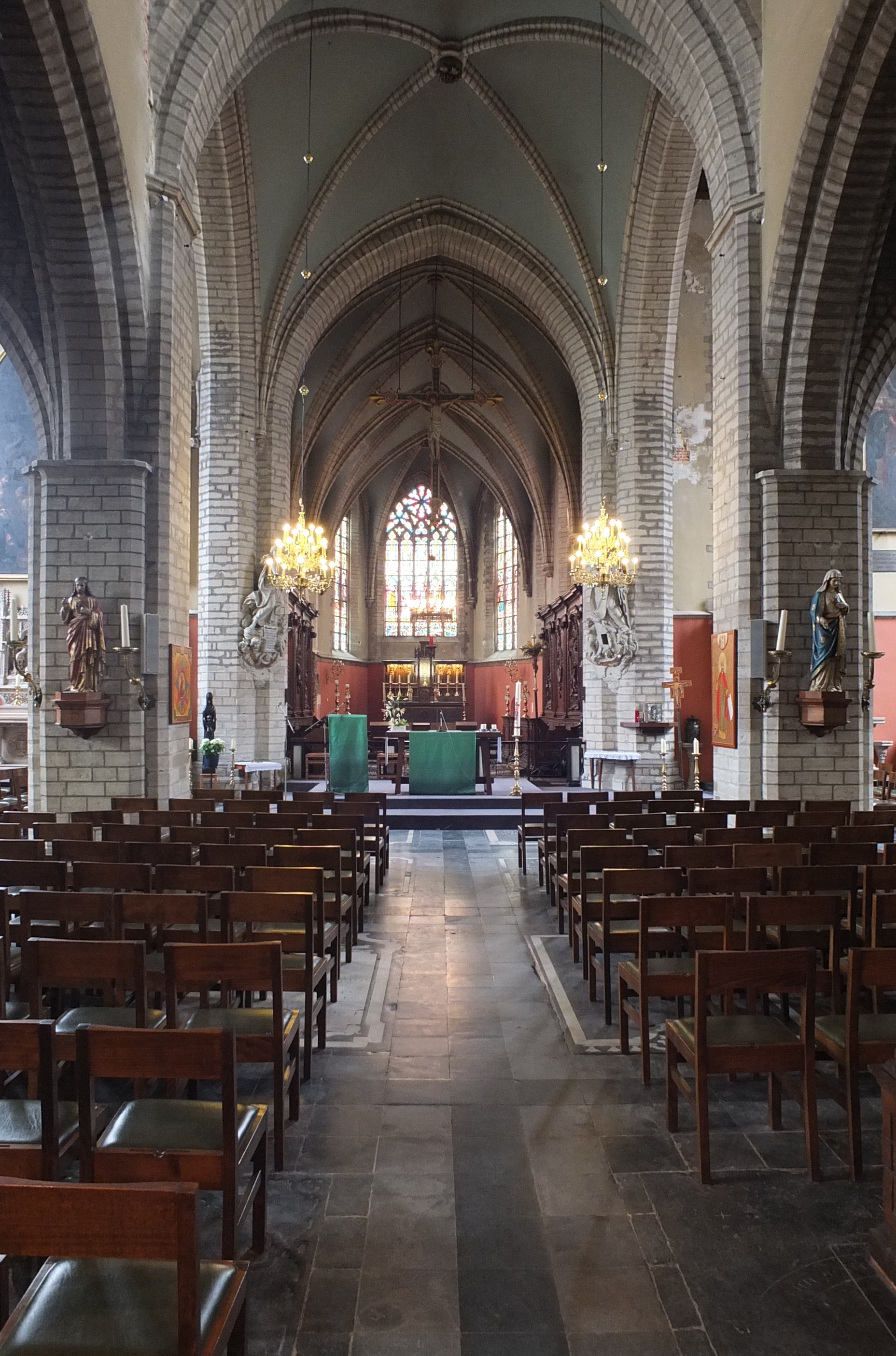
Querhaus und Chor

Die römisch-katholische Kirche St. Katharina (niederländisch Sint-Katelijnekerk) ist eine gotische Basilika in Mecheln (Mechelen) in der belgischen Provinz Antwerpen. Sie gehört zur Gemeinde St. Katharina Mecheln im Erzbistum Mecheln-Brüssel und steht unter Denkmalschutz.

## Geschichte
Ursprünglich befand sich hier eine Kapelle, die 1279 bis 1285 vergrößert und renoviert und 1305 zur Pfarrkirche erhoben wurde. Die heutige Kirche im gotischen Stil, die offensichtlich von der Scheldegotik und Dendergotik beeinflusst wurde, stammt aus dem Jahr 1336 und wurde 1343 geweiht. Der Chor, das Querschiff und der Abschluss der Fassade datieren aus dem 15. Jahrhundert, aus der Zeit von Papst Nikolaus V. (siehe das päpstliche Wappenschild über dem Eingang). In der zweiten Hälfte des 16. Jahrhunderts litt die Kirche stark unter den spanischen Truppen und den Geusen. Im Jahr 1585 wurde sie restauriert und neu geweiht. 1659 wurde das neue Barockportal eingeweiht; 1643 wurde im Auftrag von Isabella Danesin die St.-Josephs-Kapelle (Nordseite) errichtet.
Im Jahr 1771 wurde eine ganze Reihe von Veränderungen vorgenommen, unter anderem wurden die hölzernen Gewölbe der Seiten- und Mittelschiffe durch Backstein ersetzt. 1797 wurde die Kirche öffentlich verkauft und 1804 wiedereröffnet. Im Jahr 1834 wurde die St.-Antonius-Kapelle (Südseite) gebaut. Im Laufe des vierten Viertels des 19. Jahrhunderts wurde die Kirche von Ph. Van Boxmeer vollständig restauriert, wobei der ursprünglich gotische Zustand angestrebt wurde, einschließlich der Entfernung des barocken Portals und weiterer Einbauten. Im Jahr 1982 wurde eine allgemeine Restaurierung unter der Leitung des Architekten A. Roose durchgeführt.

## Architektur
Der Grundriss zeigt eine dreischiffige geostete kreuzförmige Basilika mit quadratischem Vierungsturm, zwei Seitenkapellen und Taufkapelle. Das Sandsteinbauwerk steht auf einem doppelten Sockel. Die Westfassade trägt einen Giebel mit verwitterten Krabben und Konsolen; das neugotische Spitzbogenportal ist in stark profiliertem Rahmen auf einem Sockel eingefasst; das Tympanon über der Korbbogentür ist mit drei Statuennischen mit Heiligenfiguren (ursprünglich Statuen der Heiligen Familie) auf Sockeln versehen, mit Baldachin über der mittleren Nische. Das eisenbeschlagene Holztor ist mit einer Konsole mit Engelsskulptur versehen, im Tympanon ist ein Maßwerkmotiv in den seitlichen Zwickeln. Darüber befindet sich ein spitzbogiges Fenster mit feinem Maßwerk (Fünfpassmotiv) mit Kaffgesims. Über dem Fenster ist das päpstliche Wappen von Nikolaus V. angebracht (siehe oben), bestehend aus Tiara und zwei Schlüsseln.
Die Westfassade des nördlichen Seitenschiffs ist durch eine vorspringende Taufkapelle mit einem geraden Joch und dreiseitigem Abschluss gekennzeichnet, die durch Spitzbogenfenster unter einem Traufgesims gegliedert ist.
Die Westfassade des südlichen Seitenschiffs ist mit einem Rundfenster versehen, das bei der Restaurierung im vierten Viertel des 19. Jahrhunderts wieder geöffnet wurde.
Das Mittelschiff hat sechs Joche unter einem Schiefersatteldach und zeichnet sich durch selten vorkommende Rundfenster in den Obergadenwänden aus (laut L. Godenne sollen diese möglicherweise das Rad der Heiligen Katharina symbolisieren), die bei der Restaurierung im vierten Viertel des 19. Jahrhunderts wieder eingebaut wurden. Die sechsjochigen Seitenschiffe sind jeweils mit einem Schieferdach gedeckt und zeigen Doppelstrebepfeiler im Wechsel mit Korbbogenfenstern.
An der Nordseite und angrenzend an das Querschiff befindet sich die dreijochige St.-Josephs-Kapelle unter einem Schieferdach, abgesetzt durch doppelte Strebepfeiler und profilierte Spitzbogenfenster unter einem durchgehenden Traufgesims. In der Westwand sind Fenster mit Spuren des ursprünglichen Maßwerks eingesetzt; an der Westwand befindet sich ein Anbau aus dem 19. Jahrhundert. Auf der Südseite, ebenfalls an das Querschiff angrenzend steht die kleinere Antoniuskapelle, ebenfalls dreijochig unter einem Schieferwalmdach; sie zeigt Korbbogenfenster mit durchgehenden Strebepfeilern und ein verblendetes Korbbogenfenster in der Westfassade.
Das vorspringende Joch des Querschiffs ist mit einem Schieferdach gedeckt; Spitzbogenfenster und erhaltener Rahmen des ehemaligen Seiteneingangs im Nord- und Südgiebel; Grabstein mit Relief im letzteren. Der quadratische Vierungsturm mit ist mit zwei spitzbogigen Schallöffnungen auf jeder Seite unter verlängertem Traufgesims versehen und mit einem Pyramidenhelm bekrönt. Ein dreigeschossiger, runder Treppenturm mit schiefergedecktem Pultdach ist im Winkel des nördlichen Querschiffs und des Chors halb vertieft eingebaut. Der Chor mit drei geraden Jochen endet in einem dreiseitigen Abschluss und wird gestützt von vier sich kreuzenden Strebepfeilern. Die Querhaus- und Chorfenster sind mit durchgehendem Traufgesims und Wasserschlag über den Pfeilern und Strebepfeilern versehen; das reiche Fenstermaßwerk ist erneuert.

## Inneres
Der nüchterne Innenraum zeigt einen schlichten Aufriss mit verputzten Obergadenmauern und eine Trennung zwischen Mittel- und Seitenschiff durch wieder hergestellte Spitzbogenarkaden aus Sandstein auf Sandsteinsäulen mit Brabanter Blattkapitellen auf einem achteckigen Sockel. Runde Fenster in Sandsteinrahmen sind mit Dreipassmaßwerk versehen. Ein hölzernes Tonnengewölbe im Mittel- und im Querschiff entstand als Ergebnis der Restaurierung im vierten Viertel des 19. Jahrhunderts, ein halbes Tonnengewölbe ist in den Seitenschiffen eingezogen, das teilweise von den Pfeilern des Spitzbogens und der Korbbogenarkade getragen wird, welche die Kapellen St. Joseph bzw. St. Antonius trennen. Ein verputztes Kreuzrippengewölbe mit Schlussstein, dessen Rippen in feingearbeiteten Konsolen enden, ist in der St. Josephskapelle; ein schlichtes verputztes Kreuzgewölbe bildet den Abschluss in der St. Antoniuskapelle. Die Vierung ist mit Kreuzrippengewölbe abgeschlossen, gestützt von Balkenpfeilern; Sandsteinrippen und verputzten Gewölbeflächen. Der Chor ist mit ähnlichen Kreuzrippengewölben geschlossen, die auf Konsolen mit Laubdekor ruhen.

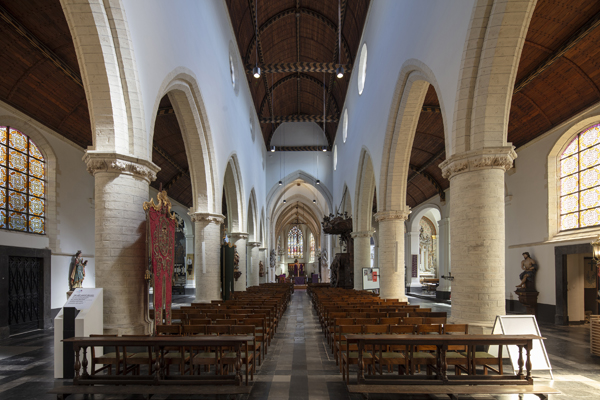
Innenraum (2025)
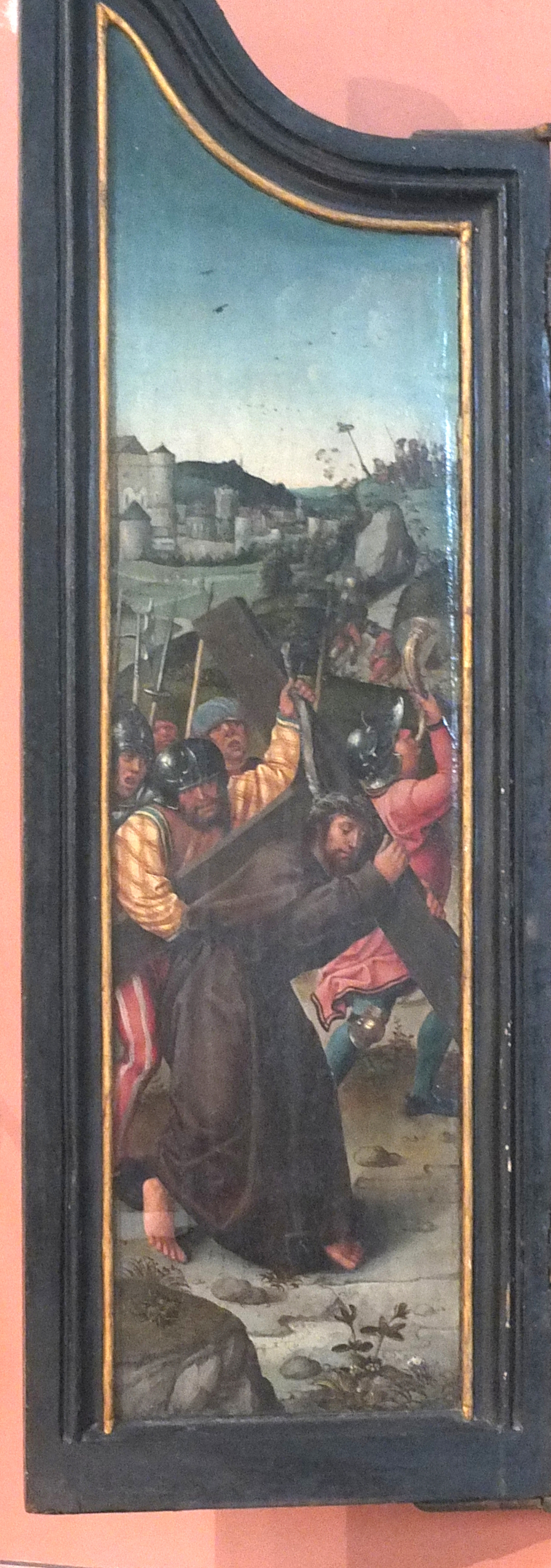
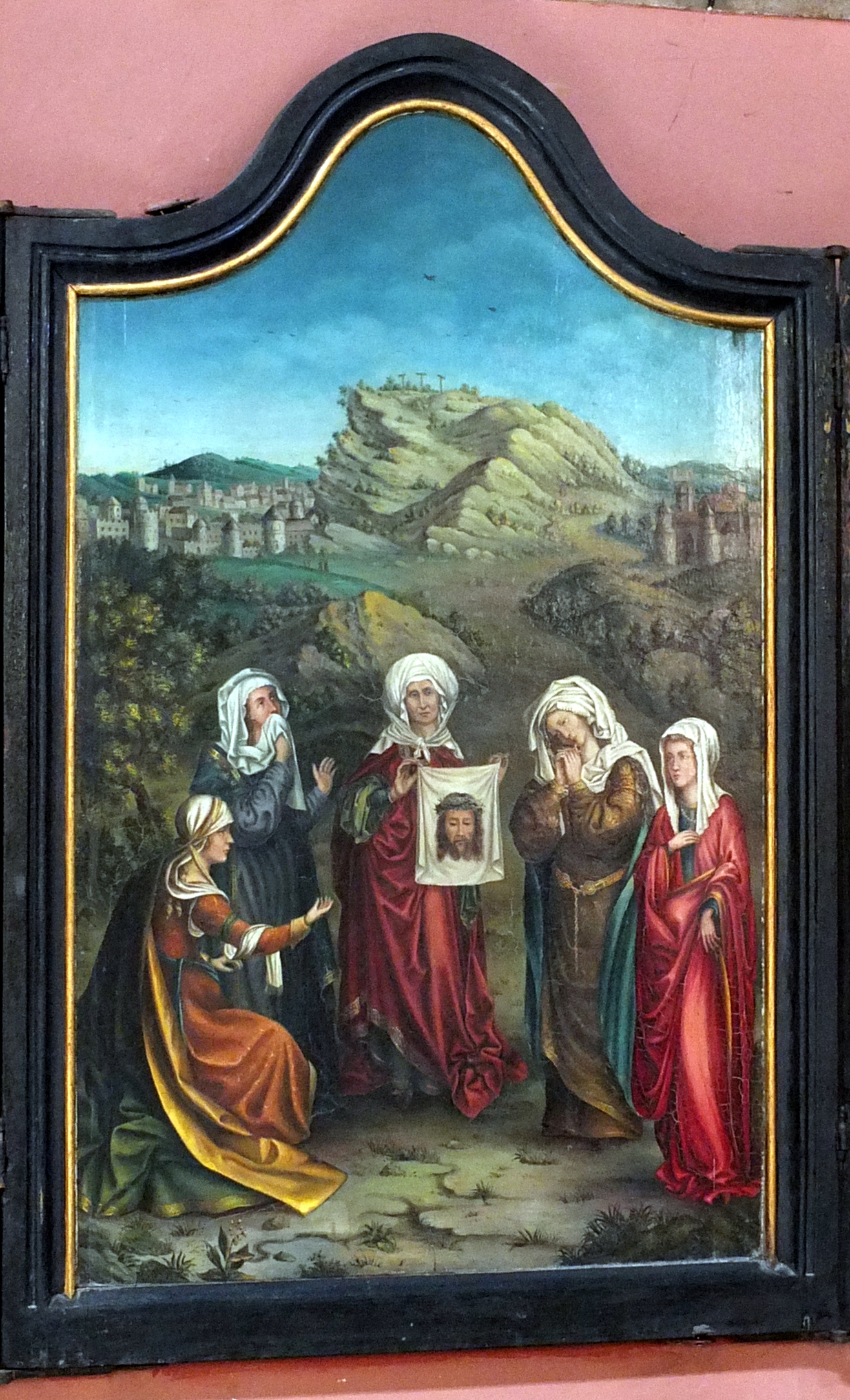
Triptychon
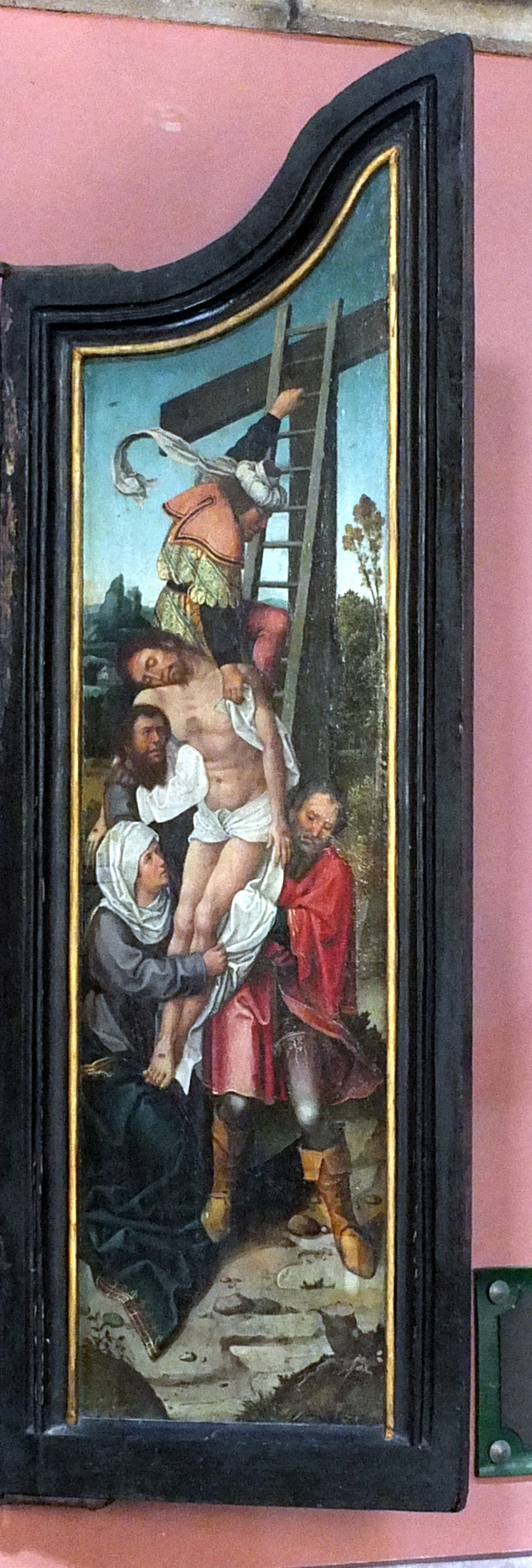

## Ausstattung
Mehrere Gemälde zeigen das Martyrium der Heiligen Laurentius und Johannes, gemalt von Lucas II. Franchoys dem Jüngeren (1772), die Anbetung der Heiligen Drei Könige von Maurus Moreels (1616), die Disputation der Heiligen Katharina von F.J. Navez (1818), die Flucht nach Ägypten von Jozef Paelinck (1829); weiter sind ein Triptychon der Himmelfahrt Mariens von Jan Verhoeven (1670) und ein Triptychon der Veronika aus der flämischen Schule (1930) von Alfons van Genechten zu nennen.
Die reiche Skulpturensammlung aus dem 17. Jahrhundert enthält Werke von Nicolaas Van der Veken, außerdem Werke aus dem 18. Jahrhundert von Piërard, Frans Langhemans, Frans Boeckstuyns sowie eine große Anzahl anonymer Werke. Mehrere wertvolle Beichtstühle sind aus dem vierten Viertel des 17. Jahrhunderts erhalten, alle von der Hand von Nicolaas Van der Veken. Der Altar des Heiligen Joseph entstand nach einem Entwurf von Lucas Faydherbe (1651), die Seitenaltäre der Heiligen Familie und des Heiligen Antonius nach einem Entwurf von Frans De Vriendt (19. Jahrhundert), die Altäre der Muttergottes und des Heiligen Laurentius nach einem Entwurf von d’Hondt (1904).
Das Chorgestühl im Louis-seize-Stil wurde von Pieter Valckx im Jahr 1776 geschaffen. Er fertigte auch die beachtenswerte Kanzel (mit einer naturalistischen Darstellung der Geburt Christi in einem ruinösen Stall)  nach einem Entwurf von Theodoor Verhaegen. Das Orgelwerk mit 37 Registern auf drei Manualen und Pedal stammt ursprünglich von E.F. Van Peteghem, wurde aber 1966 fast vollständig erneuert; das teilweise veränderte Gehäuse stammt aus der Werkstatt Van Pyperseel und ist bekrönt mit Medaillons mit einer Büste der Heiligen Cäcilia (1738).

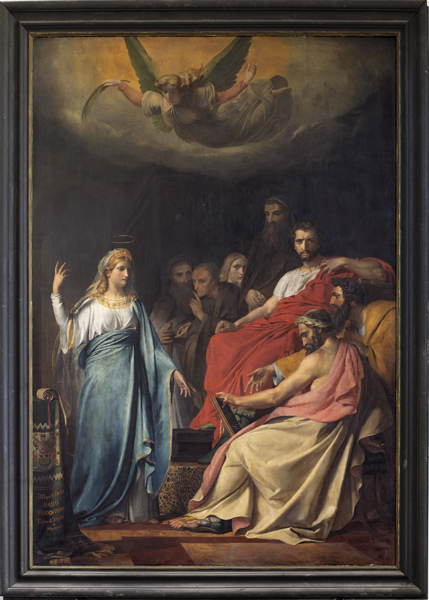
Die Disputation der H. Katharina von F.J. Navez (1818)
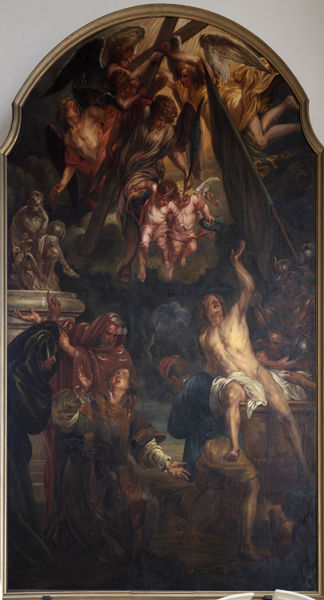
Das Martyrium der H. Laurentius und Johannes von Lucas II. Franchoys dem Jüngeren (1772)
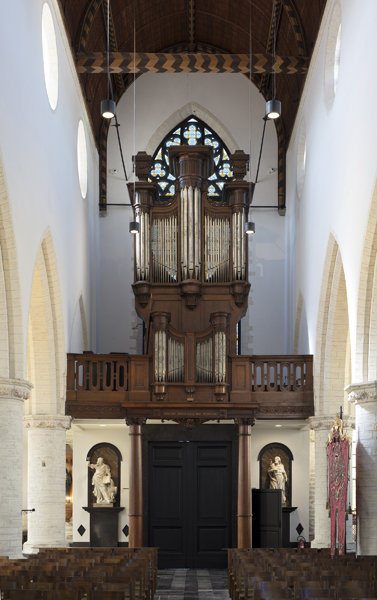
Orgel
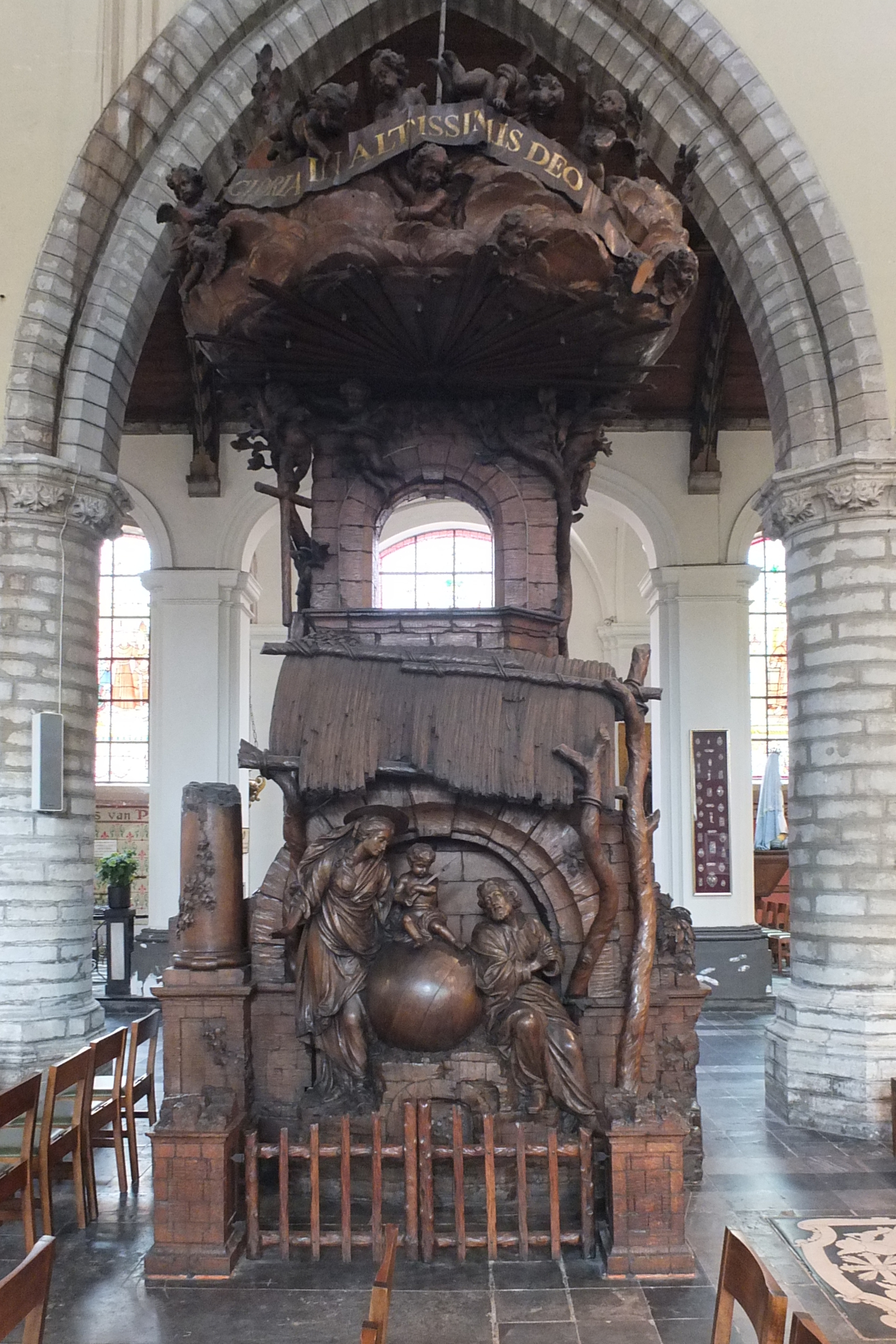
Kanzel
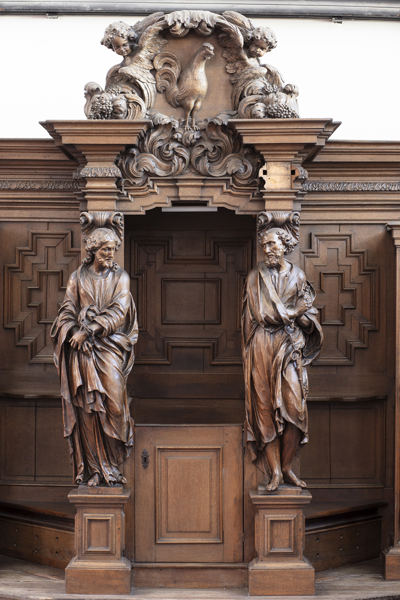
Beichtstuhl (von Nicolaas van der Veken)